# National Professional Basketball League
A National Professional Basketball League foi uma liga de basquetebol dos Estados Unidos, ativa apenas na temporada de 1950-51. O campeonato não teve vencedor, pois as finais não foram disputadas.

## Equipes

### Divisão Leste
- Sheboygan Red Skins
- Louisville Alumnites
- Anderson Packers
- Grand Rapids Hornets

### Divisão Oeste
- Waterloo Hawks
- Denver Refiners/Evansville Agogans
- Saint Paul Lights
- Kansas City Hi-Spots

## Temporada única
A única temporada, como já foi dito, foi disputada em 1950-51. No entanto, o Grand Rapids, o Kansas City, o Louisville e o Saint Paul saíram da liga; e o Denver foi movido para Evansville.
O Sheboygan e o Waterloo foram declarados campeões por terem liderado as respectivas divisões, e pelos playoffs não terem sido disputados.